# 远期市场
远期市场（英語：Forward market），是一个订立远期契约的非正式场外交易市场。远期市场主要进行外汇买卖，通过签订合约规避汇率风险。远期市场也进行大宗物资交易，像是大米等农产品以及能源期货（石油、天然气等）。远期市场不进行标准化交易，合约是根据交易方的需求定制的。标准化合约被称为期货合约，在期货交易所进行交易。